# Pesantren (Wonoboyo)
Pesantren is een bestuurslaag in het regentschap Temanggung van de provincie Midden-Java, Indonesië. Pesantren telt 1126 inwoners (volkstelling 2010).